# Religion in Nordkorea

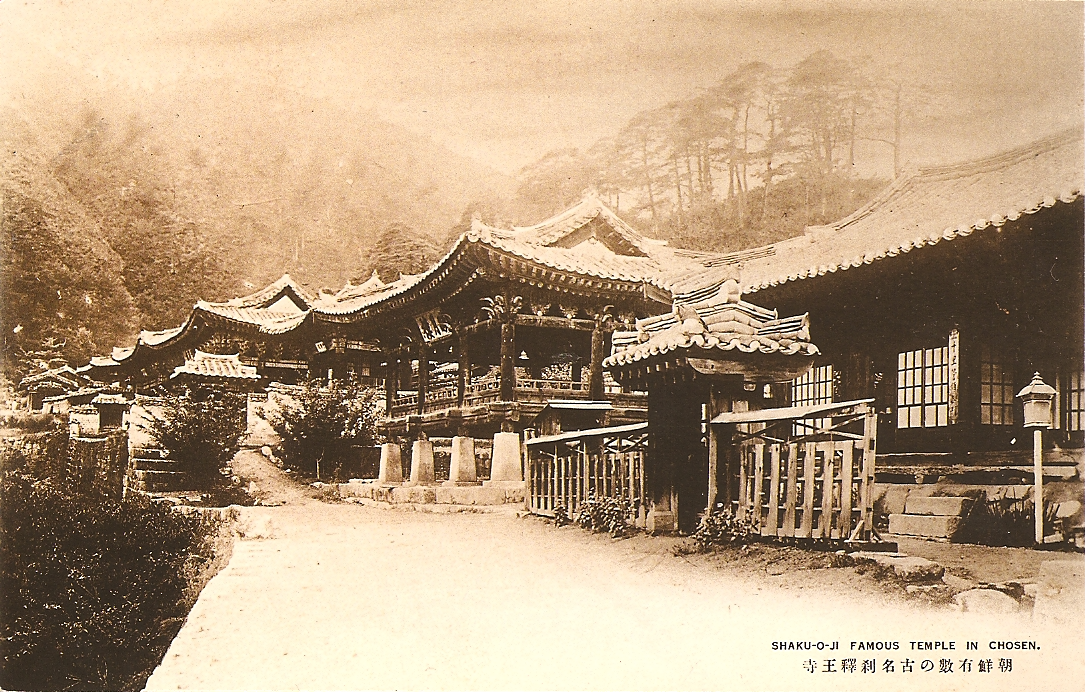
Sŏgwang-sa Kosan, Provinz Kangwon, erbaut im 14.–18. Jahrhundert, im Koreakrieg von den Amerikanern weitgehend zerstört. Alte Postkarte

Religion in Nordkorea beschreibt die Situation der Religionen und religiösen Gemeinschaften in der Demokratischen Volksrepublik Korea (DVRK), kurz Nordkorea.

## Geschichte

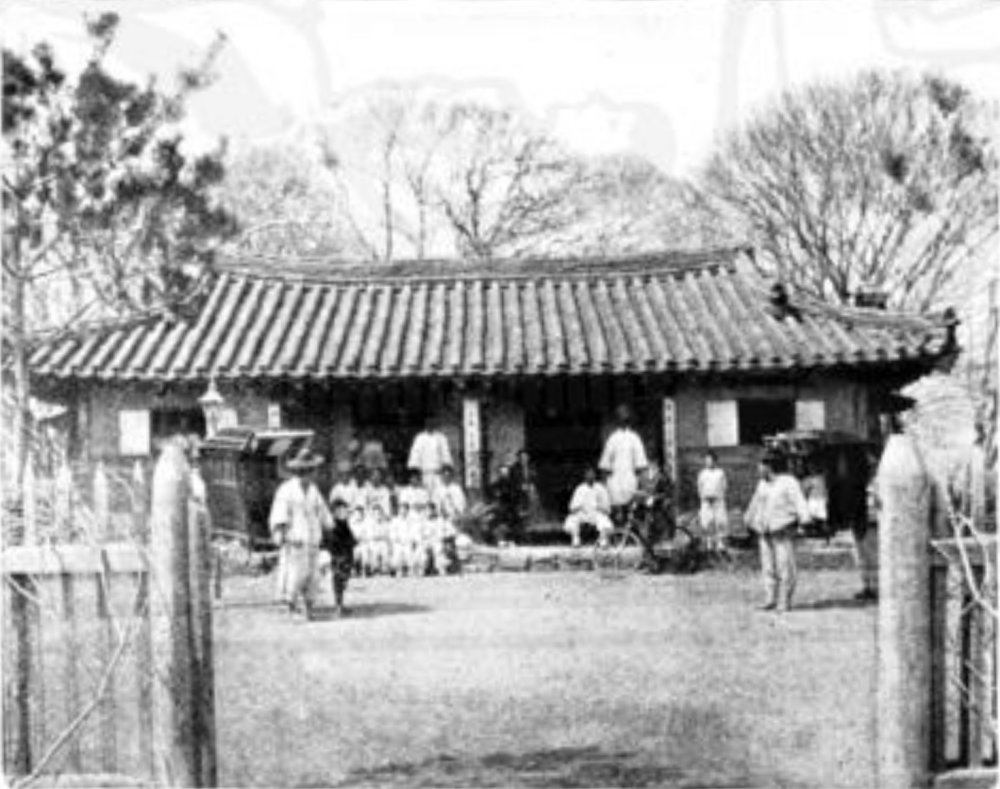
Das erste protestantische Gotteshaus auf koreanischem Boden, Sorae, Hwanghae-namdo Provinz, 1895

Den Großteil der Bevölkerung des Landes machten traditionellerweise Buddhisten und Konfuzianisten aus. Daneben gibt es seit Ende des 18. Jahrhunderts, als die ersten christlichen Missionare ins Land kamen, eine christliche Minderheit sowie Nachfolger der im 19. Jahrhundert entstandenen synkretistischen Cheondogyo (Religion der „himmlischen Weise“).

### Christentum
Der erste christliche Missionar (ein römisch-katholischer) kam 1785 nach Korea, obwohl die Verbreitung des Christentums verboten war. Koreanische Christen wurden durch die Regierung verfolgt, bis das Land seine „Geöffnete-Tür“-Politik mit westlichen Ländern 1881 einleitete. Im Jahr 1863 betrug die Zahl der Römisch-Katholischen Christen in Korea lediglich 23.000.
Bis zur ersten Hälfte des zwanzigsten Jahrhunderts war Pjöngjang das Zentrum des Christentums auf der Koreanischen Halbinsel. Eine geistliche Erweckung fand 1907 statt (der Wonsan-Erweckung 1903 folgend), und die christliche Bevölkerung nahm zu; im Jahr 1945 waren 13 Prozent der Bevölkerung Pjöngjangs christlich. Daher wurde die Stadt auch „das Jerusalem des Ostens“ genannt.

### Ch'ŏndogyo
Die Ch'ŏndogyo („himmlische Weise“) erwuchs während des 19. Jahrhunderts aus der Tonghak-Bewegung. Sie betont die göttliche Natur aller Menschen und enthält Elemente, die im Buddhismus, im Schamanismus, im Konfuzianismus, in Daoismus und im Katholizismus enthalten sind.

## Gegenwart

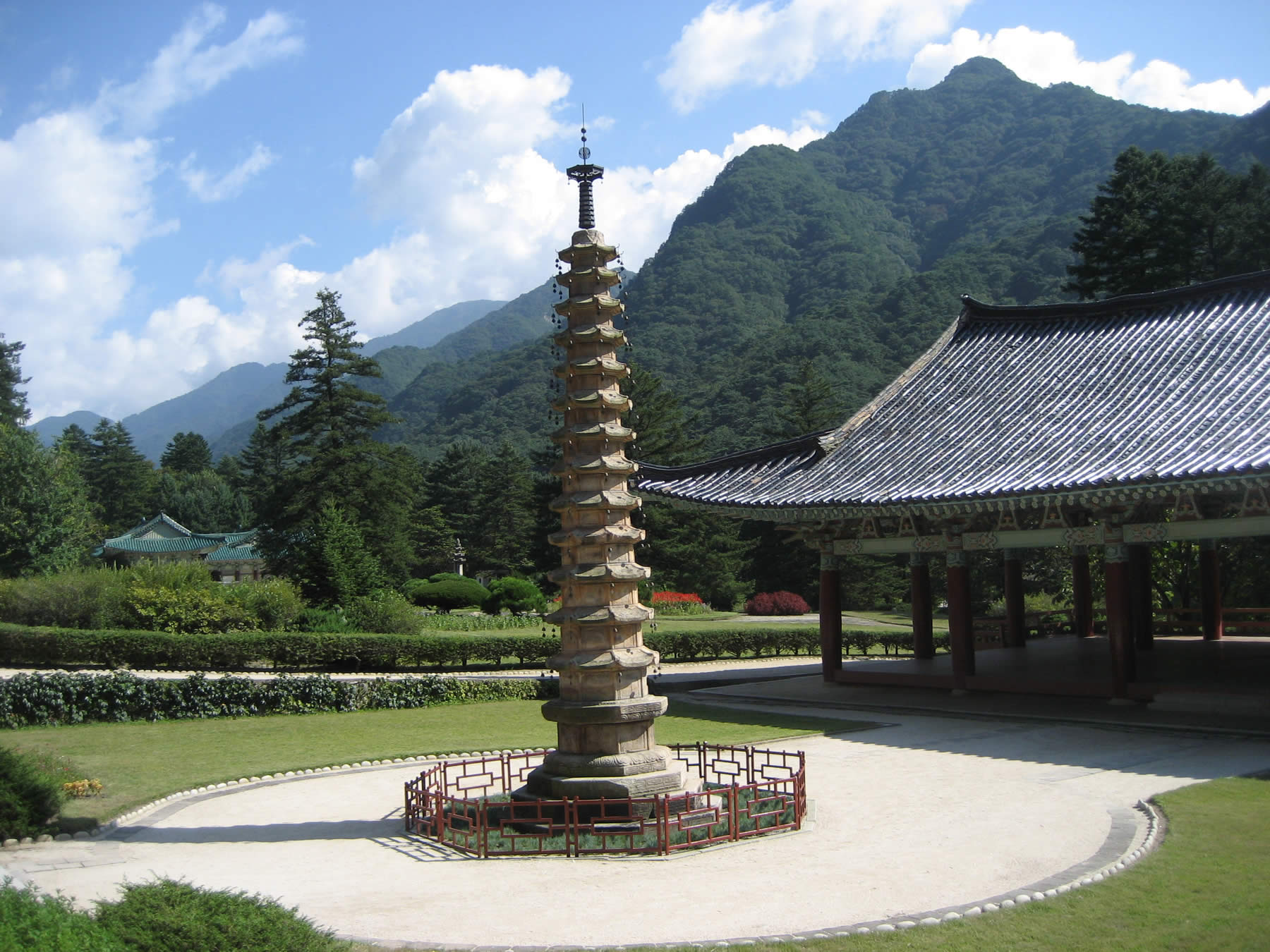
Pohyon-Tempel, Myohyang-san, erbaut 11. Jahrhundert

Die Verfassung der Demokratischen Volksrepublik Korea garantiert in Artikel 68 die Religionsfreiheit, allerdings nur soweit sie keine ausländischen Kräfte ins Land bringt und die soziale Ordnung des Landes nicht gefährdet. Artikel 67 garantiert, ebenfalls mit Einschränkungen, die Rede-, Presse- und Versammlungsfreiheit. Die nordkoreanische Regierung betont, Staat und Religion seien getrennt und gab gegenüber der UNO im Jahr 2000 an, es gebe in Nordkorea 40.000 praktizierende religiöse Menschen, was knapp 0,2 Prozent der Bevölkerung entspricht. Diese sind in folgenden offiziellen religiösen Organisationen organisiert: Koreanische Christliche Vereinigung, koreanische buddhistische Vereinigung, koreanischer Verband der Römischen Katholiken und koreanisches Leitungskomitee der Chondokyo-Gläubigen.

### Buddhismus
Laut Regierungsquellen gibt es gegenwärtig ungefähr 10.000 praktizierende Buddhisten, 200 buddhistische Prediger und 60 buddhistische Tempel in Nordkorea. Buddhismus wird unter der Schirmherrschaft der offiziellen „Koreanischen Buddhistischen Vereinigung“ ausgeübt. Die Ausbildung des buddhistischen Klerus erfolgt in einer dreijährigen Ausbildung an einer Spezialschule, daneben existiert das Fach Buddhismus an der Kim-Il-sung-Universität. Rund zehn Studenten sollen jährlich das fünfjährige Studium abschließen. Ob diese Institute traditionelle buddhistische Werte unterrichten, ist nicht bekannt. Beobachter gehen davon aus, dass die Ausbildungsstätten dazu benutzt werden, um Studenten anzuweisen, buddhistische Unterrichtungen bloß als Träger für die Chuch'e-Ideologie anzuwenden. Die buddhistischen Tempel, von denen es noch mehrere Hundert gibt, werden nach Aussagen von Nordkoreanern, die das Land verlassen haben, als kulturelles Erbe koreanischer Vergangenheit angesehen (beispielsweise Pohyonsa), in denen keine religiösen Handlungen stattfinden.

### Christentum

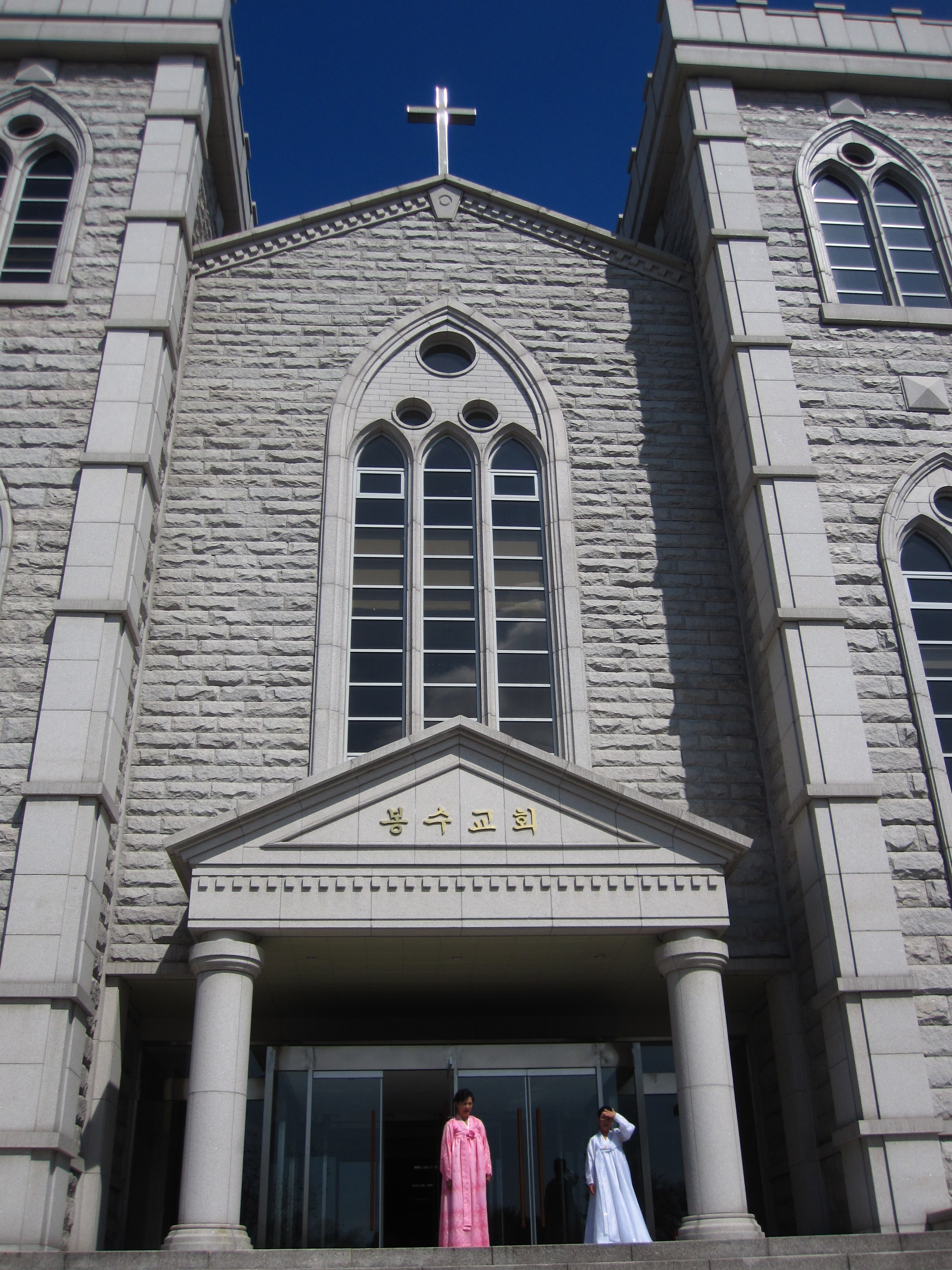
Fassade der Kirche Pongsu in Pjöngjang

Nach offiziellen Angaben leben rund 15.000 Christen in Nordkorea, 10.000 davon Protestanten. Die Zahlen werden von ausländischen Beobachtern angezweifelt, unabhängige Überprüfungen sind nicht möglich, jedoch wird angenommen, dass es eine Untergrundkirche unbekannter Größe gibt. Open Doors geht aufgrund seiner Kontakte zu Hausgemeinden von 200.000 bis 400.000 Christen aus, 50.000 bis 70.000 von ihnen seien in Arbeitslagern. Die nordkoreanische Regierung betrachtet das Christentum als Gefahr, besonders den Protestantismus, dem sie ein enges Verhältnis zu den Vereinigten Staaten und Südkorea unterstellt. Viele nordkoreanische Flüchtlinge haben ausgesagt, dass jede Form der Bezeugung des christlichen Glaubens, sogar der bloße Besitz einer Bibel, als Grund für Verhaftung und Deportation in eines der berüchtigten nordkoreanischen Umerziehungslager gelten kann, in denen die Häftlinge einer außergewöhnlich grausamen Behandlung unterworfen werden, die häufig zum Tod führt. Ehemalige Lagerinsassen berichten, dass christliche Häftlinge in den Lagern noch schlechter gestellt sind als ihre nicht-gläubigen Leidensgenossen. Nach Einschätzung des Leiters der südkoreanischen Hilfsorganisation PSCORE, die für die knapp 30.000 nordkoreanischen Flüchtlinge im Land arbeitet, ist völlig unklar, wie viele Christen in Nordkorea leben. Alles, was beinhalte, dass es etwas Höheres als den jeweiligen Führer geben könnte oder was außerhalb der staatlichen Ideologie Sinn stiften könnte, werde rigoros verfolgt und physisch ausgelöscht. Die Kirchen und Tempel im Land dienten ausschließlich der staatlichen Propaganda. Eine Untergrundkirche existiere nicht.

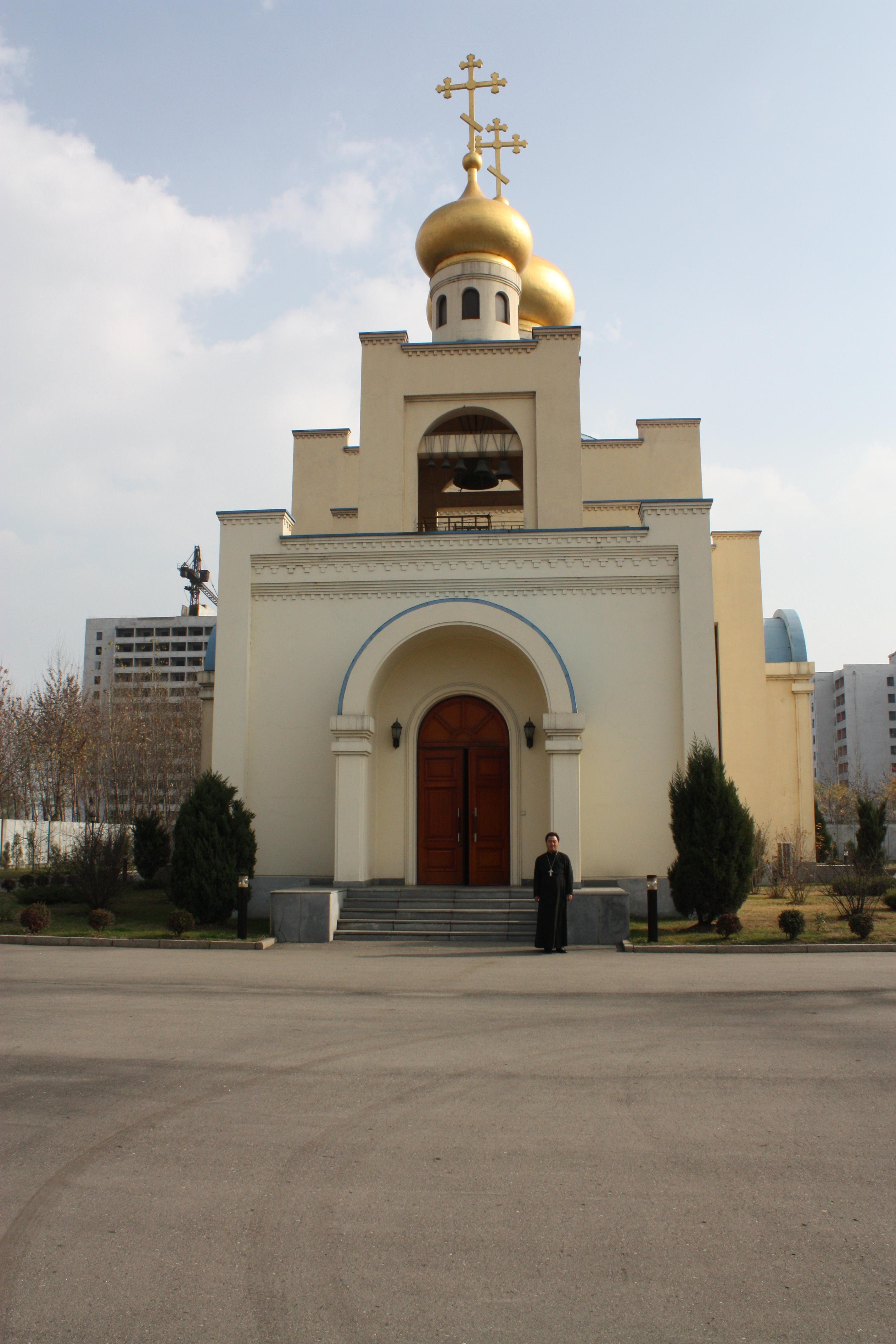
Russisch-Orthodoxe Kirche in Pjöngjang, erbaut 2006

In Pjöngjang gibt es vier Kirchengebäude. Die Kathedrale von Jangchung wird offiziell als römisch-katholisch betrachtet, obgleich es dort keinen Priester gibt, zwei sind protestantisch. Die römisch-katholische sowie die protestantische Kirche Pongsu wurden 1988 eröffnet, letztere in Anwesenheit südkoreanischer geistlicher Würdenträger. Die zweite protestantische Kirche Chilgol existiert seit 1992. Eine russisch-orthodoxe Kirche wurde am 13. April 2006 eröffnet. Ausländische Beobachter meinen, dass die Gebäude nur zu Propagandazwecken erbaut wurden, jedoch liegen auch Berichte vor, dass zumindest in den protestantischen Kirchen regelmäßig Gottesdienste mit 100 bis 250 Besuchern stattfinden. Kritiker gehen allerdings davon aus, dass die Kirchen nur von Nordkoreanern besucht werden dürften, die als staatstreu eingeschätzt werden. Überläufer in Südkorea behaupten, sie würden sogar dafür bezahlt, dass sie an den Gottesdiensten teilnehmen, die ein aktives christliches Gemeindeleben vortäuschen. Ferner seien die 1988 eröffneten Kirchen errichtet worden, um den zahlreichen ausländischen Besuchern der 1989 in Pjöngjang stattfindenden Weltfestspiele der Jugend und Studenten den Anschein religiöser Freiheit im Land vorzutäuschen. Die orthodoxe Kirche in Pjöngjang wurde fünf Jahre nach Kim Jong-ils Russlandreise errichtet, wo ihn die Ikonen, die Kerzen und der Weihrauch zutiefst beeindruckt haben sollen. Manche sehen in diesem Gotteshaus eher ein Symbol der nordkoreanisch-russischen Verbundenheit auf politischer Ebene denn einen Ort religiöser Betätigung.
Das Christentum in Nordkorea wird offiziell durch die „Koreanische Christliche Vereinigung“ repräsentiert, eine vom Staat kontrollierte Institution, die für Kontakte mit ausländischen Kirchen und Regierungen verantwortlich ist. Ausländer, die immer von staatlichem Aufsichtspersonal begleitet werden, können an Gottesdiensten in den Pjöngjanger Kirchen teilnehmen. Augenzeugen berichten, dass die Predigten politische und religiöse Anschauungen mischen, die die KDVR glorifizieren, und dass einige der Pastoren keine echte religiöse Ausbildung gehabt zu haben scheinen.
Der amerikanische Prediger Billy Graham besuchte Nordkorea in den 1980er und 1990er Jahren mehrfach. 1994 traf er den ehemaligen Präsidenten Kim Il Sung. Franklin, Grahams Sohn, folgte dem Vorbild seines Vaters im Jahr 2000 und traf einige hochrangige Führer. Im Weltverfolgungsindex für Christen der Organisation Open Doors rangiert das Regime in Nordkorea seit Jahren auf dem ersten Platz.

### Ch'ŏndogyo
In Nordkorea existiert mit der Chondoistischen Ch’ŏngu-Partei eine politische Partei, die sich offiziell auf die Religion der Ch'ŏndogyo beruft. Es handelt sich dabei jedoch um eine Scheinpartei nach Art der Blockparteien in der DDR.

## Staatsideologie
Als die Koreanische Halbinsel von 1910 bis 1945 ein Teil des Japanischen Kaiserreichs war, war der japanische Kaiserkult Grund für Intoleranz gegenüber den hergebrachten Religionen.
Der Effekt der kommunistischen Revolution 1948 war drastischer.
In Nordkorea stehen die Diktatoren Kim Il Sung (der verstorbene „große Führer“) sowie Kim Jong-il (dessen Sohn, der sog. „liebe Führer“) im Mittelpunkt eines öffentlich inszenierten Personenkultes. Ihre Porträts sind allgegenwärtig in den Straßen, in den Schulen, in den öffentlichen Gebäuden sowie in allen privaten Häusern. Die ideologischen Aussagen und die Schriften, die von den zwei Führern produziert werden, sind die Hauptgrundlage der Ausbildung für Kinder sowie Erwachsene.
Die Geschichte von der Herkunft der Kims wird mythologisch verklärt.
Zu öffentlichen Anlässen werden Lieder gesungen, die die Führer als Retter des Landes sowie jedes einzelnen Bürgers darstellen und sie auf diese Weise auf das Niveau von Gottheiten heben.
Dieser alles-durchdringende Personenkult, zusammen mit der Lehre von Chuch'e (Autarkie), hat die Religionen, die vor dem Aufstieg des Realsozialismus blühten, nach und nach verdrängt. Nach Ansicht von Beobachtern von Menschenrechtsorganisationen sowie von ausländischen Regierungen führte dieser Regimewechsel das Ende der freien Religionsausübung herbei, da die Regierung nur solche religiöse Gruppen unterstützte, die eine Illusion der religiösen Freiheit aufbauten.